# 旭堂南鱗
旭堂 南鱗（きょくどう なんりん）は、上方講談の名跡。幕末から「旭堂南麟」「田辺南麟」の名前で何代か続いた、初代は旭堂南麟と表記し旭堂の開祖。当代は特に代数は振っていない。
- 初代旭堂南麟 - （1804年 - 1878年8月13日）本名、朝比奈安兵衛。旭堂派の開祖、2代目田辺南鶴の門下。元は旗本であった。息子も講釈師で旭堂明麟といったが、慶應二年、他人の妻と不義を働いて夫に討たれた。その知らせが届いた時南麟は口演中であったが、自若として続きを講じ、そのあとでこの悲劇を打ち明けたのでみな驚いたという。のち大南麟（おおなんりん）と自称した[1]。
- 初代旭堂南麟門下に旭堂南麟の名がある。
- 2代目田辺南龍門下に田辺南麟の名がある。
- 5代目田辺南龍門下に田辺南麟の名がある。

旭堂 南鱗（きょくどう なんりん 1950年8月1日 - ）大阪市阿倍野区出身の講談師。本名、今西 久幸。
サラリーマンをしながら3代目旭堂南陵の講談教室に通う。1976年4月に3代目旭堂南陵に入門し南幸と名乗る。その後まもなく南光と改名。1988年に真打昇進し南鱗を襲名。2018年、なみはや講談協会会長。2023年、旭堂南華に会長職を譲り名誉会長となる。
2022年11月、篤志面接委員としての功績を認められ、藍綬褒章受章。

## 弟子
- 旭堂鱗林
- 水谷ミミ（旭堂風鱗）
- 旭堂花鱗[3][4]

## ソフト
- 上方講談シリーズ 1 旭堂南鱗 （2019年、レベル）-「お坊主稲川」「善悪二筋道」収録